# Advanced Shipping Notice
L'Advanced Shipping Notice è una notifica elettronica in formato EDI (Electronic Data Interchange). Fornisce al destinatario della merce, o all'acquirente, informazioni sui beni trasferiti nella spedizione. È conosciuta anche come documento EDI 856.
L'ASN (acronimo di Advanced Shipping Notice) può essere utilizzato per elencare il contenuto di una spedizione di merci o ulteriori informazioni relative alla spedizione, come informazioni sull'ordine, descrizione del prodotto, caratteristiche fisiche, tipo di imballaggio, marcature, informazioni sul corriere e configurazione dei beni all'interno del mezzo di trasporto. 

## Applicazioni
L'ASN consente al mittente di descrivere il contenuto e la configurazione di una spedizione in vari livelli di dettaglio e offre una flessibilità ordinata per trasmettere informazioni.
L'ASN è degno di nota in quanto è un nuovo concetto di logistica, abilitato dal progresso dei moderni metodi di comunicazione. Sebbene fornisca informazioni simili alla polizza di carico, la sua funzione è molto diversa. Mentre la polizza di carico è destinata ad accompagnare un carico sul suo percorso, l'obiettivo dell'ASN è quello di fornire informazioni alle operazioni di ricezione della destinazione con largo anticipo rispetto alla consegna. 
Questo tende ad influenzare il flusso logistico in tre aree: costo, precisione e flessibilità: 
Costo
Le moderne operazioni di ricezione raramente hanno il tempo di entrare in un'unità di spedizione (cartone o pallet) e identificare i suoi componenti, dipende invece dalle scansioni rapide dei codici a barre sulle etichette di spedizione. Un ASN può fornire un elenco di tutti i numeri ID con codici a barre delle unità di spedizione e il contenuto di ciascuno. Si ritiene che i costi di ricezione siano ridotti di circa il 40%.
Precisione
Al ricevimento dell'ASN, il destinatario viene immediatamente informato di eventuali differenze tra quanto previsto e ciò che è stato effettivamente spedito.
Flessibilità
Conoscere i tassi di riempimento effettivi degli ordini dà al destinatario l'opportunità di riassegnare le merci nelle spedizioni successive.
L'ASN può essere utilizzato per pagare direttamente i fornitori per le merci ricevute. Ciò può essere ottenuto ricevendo l'ASN nel sistema informatico aziendale (ERP), stampando le etichette aziendali per ciascun contenitore ricevuto, apponendo le etichette sui contenitori e quindi trasmettendo eventuali discrepanze al fornitore tramite EDI. 